# The Queen Is Dead
The Queen Is Dead je třetí studiové album anglické skupiny The Smiths. Bylo vydáno v červnu roku 1986 společností Rough Trade Records a jeho producenty byli Morrissey a Johnny Marr, tedy členové kapely The Smiths (zvukovým inženýrem byl Stephen Street). V hitparádě UK Albums Chart se deska umístila na druhé příčce, v americké Billboard 200 na 70. V anketě spolupracovníků časopisu New Musical Express, pořádané v říjnu 2013, se The Queen Is Dead umístilo na prvním místě žebříčku pěti set nejlepších desek historie.

## Seznam skladeb
1. „The Queen Is Dead“ – 6:24
2. „Frankly, Mr. Shankly“ – 2:17
3. „I Know It's Over“ – 5:48
4. „Never Had No One Ever“ – 3:36
5. „Cemetry Gates“ – 2:39
6. „Bigmouth Strikes Again“ – 3:12
7. „The Boy with the Thorn in His Side“ – 3:15
8. „Vicar in a Tutu“ – 2:21
9. „There Is a Light That Never Goes Out“ – 4:02
10. „Some Girls Are Bigger Than Others“ – 3:14

## Obsazení
- Morrissey – zpěv
- Johnny Marr – kytara, harmonium, aranžmá syntetických smyčcových nástrojů a flétny
- Andy Rourke – baskytara
- Mike Joyce – bicí